# Samenhang
In de topologie, een deelgebied van de wiskunde, wordt een topologische ruimte samenhangend genoemd, als het niet mogelijk is de ruimte op te delen in twee disjuncte, niet-lege, open deelverzamelingen. Een deelruimte van een topologische ruimte kan ook samenhangend zijn en wel als de deelruimte onder de geïnduceerde topologie samenhangend is. Samenhang betekent in de euclidische topologie van een deel van het vlak of van de driedimensionale ruimte wat er gewoonlijk onder wordt verstaan, namelijk dat de verzameling een geheel is, dus niet in twee of meer delen kan worden gesplitst waar ruimte tussen zit.

## Definitie
Een topologische ruimte {\displaystyle (X,{\mathcal {T}})} heet samenhangend als er geen twee open, niet-lege, deelverzamelingen {\displaystyle A} en {\displaystyle B} zijn, waarvoor geldt dat {\displaystyle A\cup B=X} en {\displaystyle A\cap B=\emptyset }.
In deze definitie mag de kwalificatie open ook door gesloten worden vervangen. Een equivalente definitie luidt: Een topologische ruimte {\displaystyle (X,{\mathcal {T}})} heet samenhangend als {\displaystyle X} en de lege verzameling de enige clopen, zowel open als gesloten, deelverzamelingen zijn. Om te bepalen of een deelverzameling van {\displaystyle X} open is, beperken we ons tot de deelruimtetopologie.

### Voorbeelden
- {\displaystyle \mathbb {R} ^{n}} met de gewone metriek is samenhangend voor ieder {\displaystyle n\in \mathbb {N} }.
- Ieder interval in {\displaystyle \mathbb {R} } met de gewone metriek is samenhangend. Op homeomorfisme na zijn er vijf samenhangende deelruimten van {\displaystyle \mathbb {R} }:
  - de open intervallen, inclusief de open halfrechten en de hele {\displaystyle \mathbb {R} } – Er kan geen enkel punt met behoud van de samenhang worden verwijderd.
  - de halfopen intervallen, inclusief de gesloten halve lijnen – Er is een punt dat met behoud van de samenhang kan worden verwijderd.
  - de gesloten intervallen – Er zijn twee punten die met behoud van de samenhang kunnen worden verwijderd
  - de singletons
  - de lege verzameling
- De deelverzameling {\displaystyle (0,1)\cup (2,3)} van {\displaystyle \mathbb {R} } met de gewone metriek is niet samenhangend. Kies bijvoorbeeld {\displaystyle A=(0,1)} en {\displaystyle B=(2,3)}. Duidelijk is dat {\displaystyle A} en {\displaystyle B} beide open en niet leeg zijn en er geldt dat {\displaystyle A\cup B=X} en {\displaystyle A\cap B=\emptyset }.

## Wegsamenhangendheid
Er wordt het begrip wegsamenhangendheid of padsamenhangendheid ingevoerd, om mee aan te tonen of een verzameling samenhangend is of niet. Daarmee wordt een samenhang gedefinieerd die inhoudt dat elke twee punten in de topologische ruimte door een pad of weg zijn verbonden.
Men moet eerst definiëren wat onder een pad wordt verstaan.
Een functie {\displaystyle p:[0,1]\to X} heet een pad tussen de punten {\displaystyle a} en {\displaystyle b} uit een topologische ruimte {\displaystyle (X,{\mathcal {T}})} als {\displaystyle p} continu is, {\displaystyle p(0)=a} en {\displaystyle p(1)=b}.
Een topologische ruimte {\displaystyle (X,{\mathcal {T}})} heet dan wegsamenhangend of padsamenhangend als er voor alle twee punten {\displaystyle a,b\in X} een pad bestaat.

## Wegsamenhang en samenhang
Wegsamenhangendheid blijkt over het algemeen wat gemakkelijker aan te tonen dan samenhangendheid. De begrippen betekenen niet hetzelfde. Wegsamenhangendheid blijkt wel samenhang te impliceren, maar omgekeerd hoeft samenhangendheid niet wegsamenhang te impliceren.
Een voorbeeld is de topologische sinuscurve, 
{\displaystyle \left\{\left(x,\sin {\tfrac {1}{x}}\right):x\in (0,1]\right\}\cup \{(0,0)\}},
die wel samenhangend is, maar niet wegsamenhangend.
De ruimte {\displaystyle \mathbb {R} ^{n}} is een voorbeeld van een ruimte die wegsamenhangend is.
Samenhang en wegsamenhang zijn continu-invariante eigenschappen. Dit houdt in dat het continue beeld van een verzameling met een continu-invariante eigenschap ook die eigenschap heeft.

## Samenhangende deelverzamelingen
Uit de definitie volgt dat de lege verzameling, evenals alle singletons samenhangend zijn. Een topologische ruimte waarvan alle deelruimten, met uitzondering van de lege verzameling en de singletons, onsamenhangend zijn, heet totaal onsamenhangend.
Een discrete topologie is totaal onsamenhangend. Een ander voorbeeld vormen de rationale getallen met de gewone topologie.

## Voorbeelden van wegsamenhang
- In {\displaystyle \mathbb {R} } met de gewone metriek is iedere samenhangende deelruimte ook wegsamenhangend.
- Voorbeelden in {\displaystyle \mathbb {R} ^{2}} van topologisch verschillende wegsamenhangende deelruimten:
  - Als in {\displaystyle \mathbb {R} }, maar dan in plaats van een interval een niet-zelfdoorsnijdende kromme. Er zijn behalve het singleton en de lege verzameling weer drie topologisch verschillende varianten, de vijf zijn topologisch gelijk aan die in {\displaystyle \mathbb {R} }.
  - krommen met vertakkingen, veel topologisch verschillende varianten
  - cirkelschijf met rand, en alles wat daarmee homeomorf is, dus om te vormen met continu strekken, buigen, rekken en plooien, zonder inknippen of plakken.
  - idem zonder rand
  - idem met gedeeltelijke, aaneengesloten rand
  - cirkelschijf met rand, met een er vanuit gaande niet-zelfdoorsnijdende kromme en topologisch verschillende varianten naargelang de kromme een eindpunt heeft
  - twee cirkelschijven met rand en een gemeenschappelijk punt
  - twee cirkelschijven met rand, verbonden door een niet-zelfdoorsnijdende kromme.
  - cirkelschijf met gaten, topologisch verschillende varianten qua buitenrand en aantal gaten en als een cirkelschijf is uitgespaard: qua randen van het gat
  - cirkel en topologisch gelijk: iedere niet-zelfdoorsnijdende gesloten kromme